# 자일룰로스
자일룰로스(영어: xylulose)는 5개의 탄소 원자가 포함된 단당류이고, 케톤기를 가지고 있는 케토스이며, 화학식은 C5H10O5이다. 자연계에서 L- 및 D-거울상 이성질체가 모두 만들어진다.
| D-자일룰로스의 구조 | D-자일룰로스의 구조  | D-자일룰로스의 구조  |
| 골격 구조식         | 하워드 투영식        | 하워드 투영식        |
| ------------------- | -------------------- | -------------------- |
| Keilstrichformel    | α-D-자일룰로푸라노스 | β-D-자일룰로푸라노스 |

## 병리학
L-자일룰로스는 L-자일룰로스 환원효소의 결핍으로 인해 펜토스뇨증(pentosuria) 환자의 소변에 축적된다. L-자일룰로스는 D-글루코스와 같은 환원당이기 때문에, 과거에는 펜토스뇨증 환자를 당뇨병으로 잘못 진단했었다.

## 같이 보기
- 자일룰로스 5-인산